# King of Thorn
King of Thorn (いばらの王?, Ibara no Ō), è un manga scritto e disegnato da Yūji Iwahara, pubblicato dal 2002 al 2005 e raccolto in 6 tankōbon. In Italia è stato pubblicato dalle edizioni Flashbook. Nel 2009 ne è stato tratto anche un film anime, presentato in anteprima mondiale alla 42ª edizione del Sitges Film International in Spagna il 9 ottobre 2009 e nello stesso mese anche a Londra. In Italia è stato proiettato al Future Film Festival di Bologna il 29 gennaio 2010. In Giappone è uscito il 1º maggio 2010.

## Trama
Un terribile virus chiamato Medusa, in grado di pietrificare gli infetti, sta dilagando a livello globale.
Centosessanta individui selezionati vengono posti in ibernazione, in attesa che si trovi una terapia. Ma al loro risveglio si ritrovano in un mondo stravolto, preda di mostri feroci simili a dinosauri, e ricoperto da rovi misteriosi.
Sette di loro si uniranno per cercare di sopravvivere e di risolvere il mistero.

## Personaggi

### Kasumi Ishiki
La protagonista della storia. Ha perso entrambi i genitori e da allora è molto legata alla sorella gemella, la quale è per lei fonte di sicurezza.

### Marco Owen
È il protagonista maschile della storia. Ha un corpo molto muscoloso ed è ricoperto di tatuaggi su tutto il corpo.

### Katherine Turner
Una giovane e bella ragazza che faceva l'infermiera prima di diventare uno dei soggetti dell'esperimento. È molto legata alla fiaba de "La Bella Addormentata nel Bosco".

### Timothy Laisenbach (Tim)
Un bambino appassionato di videogiochi tant'è che durante lo svolgersi degli eventi si ricollegherà spesso ai vari dungeon e mostri visti nei diversi livelli da lui affrontati, per questo i suoi discorsi non vengono sempre compresi dal gruppo.

### Peter Stevens
Un ingegnere che si unisce al gruppo dei superstiti. Sembra in realtà celare un segreto, infatti porta al collo un ciondolo, cosa proibita durante l'ibernazione.

### Ron Portman
Un poliziotto americano di colore. Nerboruto e premuroso verso gli altri membri, è rimasto ferito da un colpo di arma da fuoco.

### Alessandro Peccino
Un vecchio senatore della Repubblica Italiana. È terribilmente testardo e poco disposto a seguire il gruppo che vuole arrivare in superficie.

## Volumi
| Nº | Data di prima pubblicazione | Data di prima pubblicazione | Data di prima pubblicazione | Data di prima pubblicazione |
| Nº | Giapponese                  | Giapponese                  | Italiano                    | Italiano                    |
| -- | --------------------------- | --------------------------- | --------------------------- | --------------------------- |
| 1  | 25 aprile 2003              | ISBN 4-7577-1380-0          | 22 novembre 2009            | ISBN 978-88-6169-136-0      |
| 2  | 25 settembre 2003           | ISBN 4-7577-1585-4          | 17 gennaio 2010             | ISBN 978-88-6169-137-7      |
| 3  | 25 febbraio 2004            | ISBN 4-7577-1770-9          | 21 marzo 2010               | ISBN 978-88-6169-156-8      |
| 4  | 25 settembre 2004           | ISBN 4-7577-1987-6          | 31 maggio 2010              | ISBN 978-88-6169-172-8      |
| 5  | 30 maggio 2005              | ISBN 4-7577-2303-2          | 31 agosto 2010              | ISBN 978-88-6169-173-5      |
| 6  | 24 ottobre 2005             | ISBN 4-7577-2478-0          | 17 ottobre 2010             | ISBN 978-88-6169-174-2      |